# Hypnum finmarchicum
Hypnum finmarchicum là một loài Rêu trong họ Hypnaceae. Loài này được Lorentz mô tả khoa học đầu tiên năm 1871.